# Christian de Vegt
Christian de Vegt (* 21. August 1936 in Bremen; † 12. Juli 2002 in Hamburg) war ein deutscher Astronom und Universitäts-Professor. Er befasste sich vorwiegend mit Astrometrie, vor allem an der Hamburger Sternwarte in Bergedorf.
Zu seinen Verdiensten zählt besonders der frühe Einsatz von CCD-Sensoren in der Positionsastronomie, die Förderung der Blockausgleichung in der Astro-Photogrammetrie und die Verbesserung des FK5-Fundamentalsystems durch ferne, intergalaktische Radioquellen. Einige Jahre war er Präsident einer Internationalen Astronomischen Union (IAU)-Spezialkommission.

## Ausbildung und Beruf
Christian de Vegt wuchs in seiner Geburtsstadt Bremen auf und wurde zum Feinmechaniker ausgebildet. Seine Mitgliedschaft in der Olbers-Gesellschaft regte ihn zum 2. Bildungsweg an und später zum Studium der Physik und Astronomie aufnahm. Er promovierte 1966 unter Professor Hans Haffner an der Sternwarte Bergedorf mit fotografischer Astrometrie (Untersuchung absoluter Eigenbewegungen von galaktischen Sternhaufen ..), wozu er auch Fotoplatten der Vatikanzone des Astrographic Catalogue (AC) benutzte. Die Dissertation erschien in den Abhandlungen der Hamburger Sternwarte, Band 8.
1971 wurde er Wissenschaftlicher Oberrat Rat und erhielt 1975 eine große Summe vom Forschungsministerium (BMFT) für ein neu konzipiertes Astrometrie-Teleskop – einen 5-linsigen Astrograf von Zeiss mit 6 × 6° Gesichtsfeld. De Vegt konnte durch spezielle Prüfverfahren das Instrument weiter verbessern. Durch seine verzeichnungsfreie Abbildung war es weltweit das beste Instrument seiner Klasse – ähnlich wie die spätere Zeiss-Satellitenkamera BMK. Über 2200 Glasplatten wurden 1978–1996 aufgenommen, um genaueste optische Positionen von Referenz- und Radiosternen im Umfeld extragalaktischer Quellen zu bestimmen.
Als die Sternwarte der Universität Hamburg angeschlossen wurde, nahm de Vegt im September 1977 eine Professur an und konzentrierte sich auf das größte Problem der Astrometrie, die Verbesserung des astronomischen Koordinatensystems. Er kritisierte die heute gängige Praxis, Forschungsergebnisse in kleinen Teilen zu publizieren, was er als „Dünnbrettbohren“ bezeichnete.
Als sich (lange vor Erfindung von CCD) die Grenzen der Meridiankreis-Messungen abzeichneten, schlug er schon in den 1970er Jahren vor, das Fundamentalsystem an quasi-inertiale, extragalaktische Radioquellen anzuschließen. Im folgenden Jahrzehnt entwickelte er die CCD-Astrometrie weiter, doch auch Messmaschinen für Fotoplatten.
Seinen Studenten erklärte der Perfektionist de Vegt, "keine Daten sind besser als schlechte Daten" und ließ die Observatoren nur bei optimalem Wetter ans Werk. Als strenger Lehrmeister war er ihnen aber auch guter Weggefährte, half den Diplomanden auf die Karriereleiter und empfahl manche z. B. ans U.S. Naval Observatory (USNO), das als Astrometrie-Mekka galt. Mit dem U.S. Naval Observatory verband ihn eine Kooperation von etwa 1975 bis zu seinem Tod 2002.
Von 1991 bis 1994 war de Vegt Präsident der IAU-Kommission 24 (photographic Astrometry) und trug zur Verbreitung der neuartigen Blockausgleichung in die Computerprogramme bei. Die engen Kontakte zur Geodäsie und Photogrammetrie führten ihn zur Ausgleichsrechnung und zum Berater für Komparator-Messmaschinen.
Mit dem USNO-Direktor Ken Johnston arbeitete er am Quasar-Referenzsystem der Radioastronomie und seinem – inzwischen sehr bewährten – Anschluss an das optische Fundamentalsystem. Er kooperierte im Hipparcos Input Catalogue, dem und dem Projekt Full-sky Astrometric Mapping Explorer FAME einem Astrometriesatelliten. Im September 2001 trat Prof. de Vegt in den Ruhestand, forschte aber weiter (Auswertung von Radiosternörtern, Design eines 1-m-Astrografen mit Uwe Laux/Tautenburg). Vor dem zweiten Herzinfarkt konnte er den Radiostern-Artikel für das Astronomical Journal noch abschließen, und das USNO begann die Realisierung des Astrografen.

## Privates

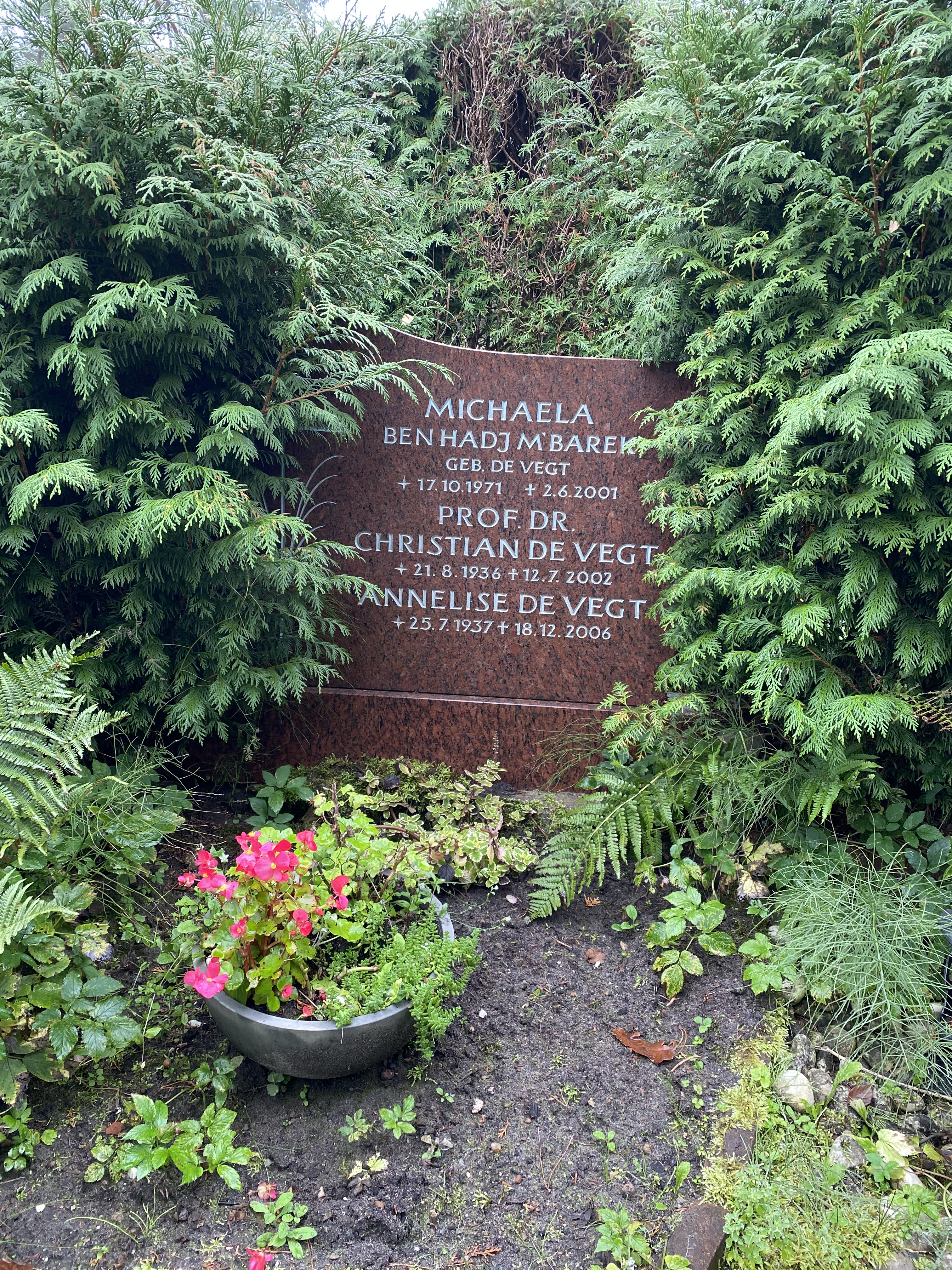
Grabstätte

Christian de Vegt hatte mit seiner Frau Annelise (1937–2006) zwei Töchter und zuletzt 4 Enkelkinder. Als Musikliebhaber von Bach und Jazz spielte de Vegt gerne Klavier und auf seinem Bechstein-Flügel. Zu seinen Hobbys zählte auch die Fotografie von Vögeln.
Zu seinen internationalen Funktionen (s.oben) kam auch die Mitgliedschaft in der Astronomischen Gesellschaft.
Christian de Vegt verstarb im Alter von 65 Jahren in Hamburg und wurde auf dem dortigen Friedhof Bergedorf beigesetzt. 